# Gramado Challenger 1999
Il Gramado Challenger 1999 è stato un torneo di tennis facente parte della categoria ATP Challenger Series nell'ambito dell'ATP Challenger Series 1999. Il torneo si è giocato a Gramado in Brasile dal 2 all'8 agosto 1999 su campi in cemento.

## Vincitori

### Singolare
Jamie Delgado ha battuto in finale  Diego Veronelli con il punteggio di 6–3, 7–6

### Doppio
Antonio Prieto /  Alexandre Simoni hanno battuto in finale  Paulo Carvallo /  Ricardo Schlachter con il punteggio di 6–1, 6–4